# Роотсікюла (Пейпсіяере)
Ро́отсікюла (ест. Rootsiküla) — село в Естонії, у волості Пейпсіяере повіту Тартумаа.

## Населення
Чисельність населення на 31 грудня 2011 року становила 31 особу.

## Географія
Село розташоване на березі Чудського озера.

## Історія
До 23 жовтня 2017 року село входило до складу волості Алатсківі.